# Dag Nasty
I Dag Nasty sono un gruppo hardcore punk formato nel 1985 da Brian Baker (chitarra) dei Minor Threat, Colin Sears (batteria) e Roger Marbury (basso), entrambi dei Bloody Mannequin Orchestra, e Shawn Brown (voce). Il loro stile, meno aggressivo e più ragionato e melodico fu di grande ispirazione per i primi gruppi emo e per i gruppi post-hardcore punk.

## Storia del gruppo
Shawn Brown fu il primo cantante con cui il gruppo registrò le prime canzoni, che andarono poi a formare il primo disco, Can I Say. Le canzoni erano, però, state nuovamente registrate con un nuovo cantante, Dave Smalley dei DYS. L'anno successivo, il gruppo pubblicò un nuovo album, Wig Out at Denko's. Poco dopo entrarono a far parte dei Dag Nasty un nuovo bassista, Doug "Fig Nuts" Carrion (poi nei Descendents, nei The Kottonmouth Kings e nei Humble Gods) ed un nuovo cantante, Peter Cortner (già nei Protem, nei Lunchbox e, in seguito, nei The Gerunds).
Il 1988 vide la pubblicazione di un nuovo disco, Field Day. Fu un disco ambizioso, che divise i fan in due fazioni: una parte lo adorò, l'altra lo odiò. Field Day unì infatti, delle melodie marcatamente pop ai classici riff punk metal già sentiti su Wig Out.... Dopo la pubblicazione del disco il gruppo si sciolse.
Nel 1992, i Dag Nasty si riformarono con Dave Smalley alla voce e pubblicarono il disco Four on the Floor.
Dopo 10 anni di silenzio, nel 2002, il gruppo tornò a suonare insieme con un come-back al sound hardcore delle origini sull'album Minority of One. Da allora il gruppo non ha più pubblicato niente, ed i Dag Nasty sono rimasti poco più di un side-project per i vari componenti.

## Formazione

### Formazione attuale
- Dave Smalley - voce
- Brian Baker - chitarra
- Doug "Fig Nuts" Carrion - basso
- Colin Sears - batteria

### Ex componenti
- Roger Marbury - basso
- Shawn Brown - voce
- Peter Cortner - voce

## Discografia

### Album in studio
- 1986 - Can I Say (Dischord Records)
- 1987 - Wig Out at Denko's (Dischord Records)
- 1988 - Field Day (Giant Records)
- 1992 - Four on the Floor (Epitaph Records)
- 2002 - Minority of One (Revelation Records)

### Raccolte
- 1991 - Can I Say/Wig Out at Denko's (Dischord Records)
- 1991 - 85-86 (Selfless Records)

### EP
- 1987 - All Ages Show (Giant Records)
- 1988 - Trouble Is (Giant Records)

### Apparizioni in compilation
- 2002 - Warped Tour 2002 Tour Compilation